# Лемський
Ле́мський (рос. Лемский) — виселок у складі Юкаменського району Удмуртії, Росія.
Населення — 13 осіб (2010; 20 в 2002).
Національний склад (2002):
- бесерм'яни — 75 %